# Michel Andrault
Michel Andrault, né le 17 décembre 1926 à Montrouge et mort le 5 avril 2020 à Paris, est un architecte français. 
Il est le fondateur, avec Pierre Parat, de l'agence ANPAR.

## Biographie

### Famille et formation
Fils d'une couturière et d'un vendeur d’équipements pour voitures et vélos, Michel Andrault est alité deux ans par la tuberculose. 
Il entre aux Beaux-Arts de Paris, section architecture, auprès d’Eugène Beaudouin dont il devint le massier de l'atelier. Il conçoit le centre commercial des Blagis dans un ensemble réalisé par son professeur à Sceaux. 

### Carrière
Diplômé en 1955, il s'associe à son condisciple Pierre Parat en 1957. La même année, deuxièmes des concours pour un mausolée à Karachi, pour le musée national d'Alep et pour l’assemblée territoriale de Conakry, ils emportent le concours pour la construction de la basilique-sanctuaire Madonna delle Lacrime. 
Ce projet leur donne une notoriété. Ils sont sollicités par la Caisse des dépôts et consignations pour la construction de logements, travaillent avec Bouygues. Ensemble, ils bâtissent 19 000 logements, notamment autour du concept de logements en pyramides comme alternatives aux barres et aux tours. Les premiers immeubles « Les Pyramides » ont été expérimenté à Épernay avant d'être reproduits à Évry, Villepinte, Champs-sur-Marne, Plaisir, Coulommiers, Fontenay-sous-Bois… Ils réalisent également le siège d’Havas à Neuilly et celui des AGF à Madrid, le palais omnisports de Paris-Bercy, la tour Totem, les tours Chassagne et Alicante, Séquoia et Kupka à La Défense, où ils réhabilitent également le CNIT. 
Sculpteur, camarade aux Beaux-Arts de César, Maurice Calka, Alain Métayer et Gérard Singer, quand Parat s'adonne à la peinture, Andrault porte une grande importance à la sculpture et à l'espace public dans les projets, à l'instar du Canyoneaustrate de Singer à Bercy, la place sculptée de la ZUP de Bernon à Épernay par Philolaos, qui réalise également plusieurs œuvres pour des collèges, les sols et amphithéâtres extérieurs du Centre Pierre-Mendès-France et les hauts reliefs en béton gravés des halls de l'ensemble Horizon 80 à Saint-Laurent-du-Var par Yvette Vincent-Alleaume et Bernard Alleaume. 
Michel Andrault et Pierre Parat se séparent en 1995. 

### Collectionneur
Proche du collectionneur d'arts premiers Jacques Kerchache, Andrault se constitue lui-même une collection d’objets précolombiens, africains, de Nouvelle-Irlande et de Birmanie.